# La Torre del Valle
La Torre del Valle è un comune spagnolo di 185 abitanti situato nella comunità autonoma di Castiglia e León.